# Масерија ди Рјо (Изернија)
Масерија ди Рјо је насеље у Италији у округу Изернија, региону Молизе.
Према процени из 2011. у насељу је живело 13 становника. Насеље се налази на надморској висини од 677 м.